# Frederic William Goudy
Frederic William Goudy (* 8. März 1865 in Bloomington (Illinois); † 11. Mai 1947 in Malborough-on-Hudson, New York) war ein US-amerikanischer Schriftgestalter.

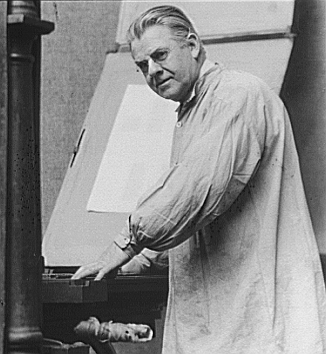
Frederick W. Goudy, um 1924

## Leben und Werk
Seine erste Schrift Camelot entwarf Goudy 1896 für Camelot Press in Chicago. 1903 gründete er mit Will Ransom die Village Press in Park Ridge, Illinois, die 1908 abbrannte. Nach der Wiedereröffnung des Unternehmens 1909 in Forest Hills verlegte Goudy es 1924 nach Malborough-on-Hudson im Staat New York und eröffnete dort 1925 seine eigene Schriftgießerei. 1939 wurde auch dieses Unternehmen durch einen Brand zerstört. Von 1920 bis 1940 war Goudy künstlerischer Berater der Lanston Monotype Company und anschließend Lehrbeauftragter für Kalligraphie an der Syracuse University.
Zu Goudys bekanntesten Schriftentwürfen zählen:
- Copperplate Gothic (1905)
- Kennerley (1911)
- Goudy Old Style (1915)
- Hadriano (1918)
- Italian Old Style (1924)
- Deepdene (1927)
- Remington Typewriter (1929),
- Trajan (1930)
- Berkeley Old Style (1938)
- Californian (1938)
- Bulmer (1939)

Robert Wiebking stellte für Goudy die Matrizen für folgende Schriften her:
- Village type (F. W. Goudy)
- Kennerley & Italic (F. W. Goudy)
- Goudy Lanston (F. W. Goudy)
- Goudy Roman (F. W. Goudy)
- Hadriano (F. W. Goudy)
- Goudy Open (F. W. Goudy)
- Goudy Modern & Italic (F. W. Goudy)
- Goudy Newstyle (F. W. Goudy)
- Marlboro (F. W. Goudy)

Seinen Namen wünschte sich Goudy mit [aʊ] ausgesprochen: "... with ou as in out." (Charles Earle Funk, What's the Name, Please?, Funk & Wagnalls, 1936, Seite 71.)

## Veröffentlichungen
- The Alphabet, Publisher: Mitchell Kennerley New York 1918
- Elements of Lettering, Publisher: Mitchell Kennerley New York, 1922 – Mit besonderem Hinweis: Text composed by Bertha M. Spinks Goudy in Types designed by the author.
- Why we have chosen Forest Hills Gardens for our home (1915)
- The capitals from the Trajan column at Rome. With XXV plates drawn & engraved by the author. "This book was designed and printed by William E. Rudge's Sons in Village and Trajan types designed by the author. This printing is the first use of Village italics, and the only showing of the Roman other than in privately printed editions"--Colophon. Oxford University Press, 1936.
- Typologia, Publisher: University of California Press, Berkeley, 1940
- Bücher von Frederic Goudy im Internet Archive – online